# Heleen Debruyne
Heleen Debruyne (1988) is een Belgische auteur, columniste, feministe en radiopresentatrice bij radiozender Klara.

## Biografie
Heleen Debruyne groeide op in Roeselare. Ze studeerde geschiedenis en journalistiek aan de UGent.
Bij Klara maakte ze reeksen zoals Zeitgeist en presenteert ze afgewisseld met Chantal Pattyn het programma Pompidou. Ze heeft een column in Humo en schrijft ook stukken voor onder andere De Morgen, deBuren en De Standaard. Ze denkt na over feminisme en over thema's in die sfeer. Ze schrijft er boeken en maakt er podcasts over.
Debruyne heeft een zoon met de Nederlandse schrijver Idwer de la Parra.

## Publicaties
- De plantrekkers (2016)
- Vuile lakens - Een hedendaagse visie op seksualiteit (2017, samen met Anaïs Van Ertvelde, De Bezige Bij, ISBN 9789023464372)
- De huisvriend (2021)